# Ngari

Đại khu Ngari thuộc Khu tự trị Tây Tạng

Ngari (Tạng: མངའ་རིས་ས་ཁུལ་; Wylie: mnga' ris sa khul; Trung văn giản thể: 阿里地区; phồn thể: 阿里地區; bính âm: Ālǐ Dìqū; Hán Việt: A Lý địa khu) là một đơn vị hành chính của Khu tự trị Tây Tạng, Trung Quốc. Thủ phủ là huyện Gar. Trung tâm hành chính của địa khu đặt tại trấn Purang. Trấn lớn nhất là Ali. Địa khu Ngari bao gồm một số phần ciủa khu vực Aksai Chin là nơi mà Ấn Độ cũng tuyên bố chủ quyền nhưng hiện do Trung Quốc quản lý. Quốc lộ Thanh Tạng (新藏公路) đi qua địa bàn địa khu. Địa khu có một di cỉ văn hóa từ thời tiền sử gần Rutog.
Ngari từng là trung tâm của vương quốc Tạng cổ Guge. Sau đó Ngari, cùng với Ü và Tsang tạo thành Ü-Tsang, một tỉnh truyền thống của Tây Tạng, các tỉnh khác là Amdo và Kham.
Ngari có cao độ 4.500 mét so với mực nước biển và nằm ở tây bắc của Tây Tạng, cách Lhasa 1.600 km. Sân bay Gunsa bắt đầu hoạt động từ ngày tháng 7 năm 2010, và trở thành sân bay nội địa thứ tư tại khu tự trị. Các sân bay khác là Gonggar tại Lhasa, Bamda tại Qamdo và sân bay Nyingchi Airport. 

## Hành chính
| Bản đồ | Bản đồ  | Bản đồ  | Bản đồ      | Bản đồ         | Bản đồ    | Bản đồ            | Bản đồ                 | Bản đồ          |               |
| ------ | ------- | ------- | ----------- | -------------- | --------- | ----------------- | ---------------------- | --------------- | ------------- |
|        |         |         |             |                |           |                   |                        |                 |               |
| #      | Tên     | Chữ Hán | Bính âm     | Hán Việt       | Tạng văn  | Wylie             | Dân số (ước tính 2003) | Diện tích (km²) | Mật độ (/km²) |
| 1      | Gar     | 噶尔县  | Gá'ěr Xiàn  | Cát Nhĩ huyện  | སྒར་རྫོང་    | sgar rdzong       | 10.000                 | 13.179          | 1             |
| 2      | Burang  | 普兰县  | Pǔlán Xiàn  | Phổ Lan huyện  | སྤུ་ཧྲེང་རྫོང་  | spu hreng rdzong  | 10.000                 | 24.602          | 0             |
| 3      | Zanda   | 札达县  | Zhádá Xiàn  | Trát Đạt       | རྩ་མདའ་རྫོང་ | rtsa mda' rdzong  | 10.000                 | 18.083          | 1             |
| 4      | Rutog   | 日土县  | Rìtǔ Xiàn   | Nhật Thổ huyện | རུ་ཐོག་རྫོང་  | ru thog rdzong    | 10.000                 | 77.096          | <1            |
| 5      | Gê'gyai | 革吉县  | Géjí Xiàn   | Cách Cát huyện | དགེ་རྒྱས་རྫོང་ | dge rgyas rdzong  | 10.000                 | 46.117          | <1            |
| 6      | Gêrzê   | 改则县  | Gǎizé Xiàn  | Cải Tắc huyện  | སྒེར་རྩེ་རྫོང་  | sger rtse rdzong  | 20.000                 | 135.025         | <1            |
| 7      | Coqên   | 措勤县  | Cuòqín Xiàn | Thố Cần huyện  | མཚོ་ཆེན་རྫོང་ | mtsho chen rdzong | 10.000                 | 22.980          | <1            |